# Wierook en tranen
Wierook en tranen is een existentialistisch boek van de Vlaamse schrijver Ward Ruyslinck uit 1958. Het verhaal speelt zich af in Vlaanderen bij het begin van de Tweede Wereldoorlog. Het boek werd in 1977 door Ruud Keers verfilmd.

## Het verhaal
Waldo Havemans vertelt zelf zijn verhaal als negenjarige jongen, die samen met zijn ouders per fiets op de vlucht gaat voor de Duitsers. Bij een vliegtuigaanval op de vluchtelingenkaravaan vlak vóór de Franse grens raakt Waldo gewond en komen zijn beide ouders om het leven.
Hij wordt opgevangen door het Belgische leger dat ook westwaarts vlucht. Onderweg ontmoet hij Vera, een veertienjarig buurmeisje, en samen vluchten ze verder. Als het Duitse leger hen inhaalt, besluiten ze terug naar huis te gaan. Waldo is verliefd op het katholieke meisje. Ze komen aan een kapotgeschoten kerk en Waldo ruikt de zoete geur van wierook. In zijn jeugdige romantiek liggen ze samen in het gras, in een lege fabriek, in een hooischuur, in een bootje. Daar worden de kinderen door vier Duitse soldaten opgemerkt, die hen meenemen. Ze voeren hen dronken en uiteindelijk wordt Vera door drie van hen verkracht. Ze wordt naar een ziekenhuis in Gent gebracht waar ze overlijdt. In de kapel van het ziekenhuis wordt hij opnieuw ontroerd door geur van wierook.